# Lot poziomy
Lot poziomy – lot, w którym ciężar samolotu Q zrównoważony jest przez siłę nośną Pz, opór samolotu Px pokonywany jest przez ciąg śmigła T, przy czym obie te zależności muszą być spełnione równocześnie. W tym celu dla każdego położenia drążka sterownicy, od którego zależy kąt natarcia skrzydła, a więc i prędkość lotu poziomego, pilot musi dobrać takie otwarcie przepustnicy silnika, aby ciąg śmigła T równoważył opór samolotu.
{\displaystyle Q=P_{z}=c_{z}S(\varrho V^{2})/2}
{\displaystyle T=P_{x}=c_{x}S(\varrho V^{2})/2}
gdzie:
- Q – ciężar samolotu (kg)
- T – ciąg śmigła (N)
- Pz – siła nośna (N)
- Px - siła oporu (N)
- Cz – współczynnik siły nośnej (-)
- Cx – współczynnik siły oporu (-)
- S – powierzchnia skrzydeł (m2)
- ρ – gęstość powietrza (kg/m3)
- V – prędkość samolotu (m/s)

Z pierwszej zależności możemy obliczyć prędkość lotu poziomego dla różnych kątów natarcia, a więc różnych wartości współczynnika siły nośnej cz:
{\displaystyle V={\sqrt {\left({\frac {2Q}{\varrho Sc_{z}}}\right)}}}
Z tego wynika, że obciążenie jednostkowe skrzydła oraz współczynnik jego siły nośnej wpływają tak samo na lot poziomy jak i na ślizgowy.
Po podzieleniu zależności numer dwa przez trzy widzimy, że:
{\displaystyle {\frac {T}{Q}}={\frac {C_{x}}{C_{z}}}}
{\displaystyle T=Q{\frac {c_{x}}{c_{z}}}={\frac {Q}{d}}}
Ciąg śmigła w locie poziomym równy jest ciężarowi samolotu podzielonemu przez doskonałość aerodynamiczną samolotu. Najmniejszy ciąg w locie poziomym potrzebny jest w czasie lotu na optymalnym kącie natarcia, dla którego doskonałość statku powietrznego osiąga swoją największą wartość; prędkość lotu na tym kącie natarcia nazywamy prędkością optymalną.

## Lot poziomy astateczność samolotu
Samolot porusza się ustalonym lotem poziomym, jeżeli są spełnione warunki równowagi, tj. suma wszystkich sił zewnętrznych działających na samolot oraz momentów tych sił względem środka ciężkości samolotu jest równa zero:
{\displaystyle P_{z}-P_{zh}-m\cdot g=0}
Suma sił nośnych skrzydeł oraz steru wysokości i ciężaru samolotu jest równa zeru
{\displaystyle P_{zh}\cdot (a+b)-P_{z}\cdot a=0}
Suma momentów sił nośnych skrzydeł oraz steru wysokości i ciężaru samolotu względem środka ciężkości jest równa zeru.
Gdzie:
{\displaystyle P_{z}} – siła nośna skrzydła
{\displaystyle P_{zh}} – siła nośna usterzenia wysokości
{\displaystyle a} i {\displaystyle b} – odległości rzutów sił nośnych na poziomą oś przechodzącą przez środek masy od środka masy

## Lot poziomy w procesie egzaminacji personelu lotniczego
Lot poziomy jest niezbędną częścią składową egzaminowania personelu lotniczego podczas uzyskiwania kwalifikacji pilotażowych. Przeprowadzany jest zarówno podczas lotu kontrolnego z widzialnością (VFR - czyli lot według przepisów VFR) jak i podczas lotu z wykorzystaniem przyrządów (IFR). Lot poziomy jest podstawową umiejętnością wykorzystywaną podczas przeprowadzania lotów, dlatego jest niezbędny do opanowania niezależnie od uzyskiwanej licencji czy uprawnienia.